# Oecetis upadana
Oecetis upadana är en nattsländeart som beskrevs av Schmid 1995. Oecetis upadana ingår i släktet Oecetis och familjen långhornssländor. Inga underarter finns listade i Catalogue of Life.